# Tirreno-Adriatico 2009
De Tirreno-Adriatico 2009 was de 44e editie van deze etappekoers die in Italië wordt verreden. De koers, die van 11 tot 17 maart plaatsvond, ging over zeven etappes en was in totaal 1042,5 kilometer lang. De start van de eerste etappe vond plaats in Cecina en de laatste etappe eindigde in San Benedetto del Tronto. De Italiaan Michele Scarponi won het eindklassement. Titelverdediger was de Zwitser Fabian Cancellara.

## Startlijst
Er namen vijfentwintig ploegen deel, die met elk acht renners aan de start verschenen.
| 1 Saxo Bank                    | 6 BBox Bouygues Télécom           | 11 Diquigiovanni-Androni Giocattoli | 16 Liquigas                | 21 Team Columbia |
| 2 Acqua & Sapone-Caffè Mokambo | 7 Caisse d'Epargne                | 12 Euskaltel                        | 17 LPR Brakes-Farnese Vini | 22 Katjoesja     |
| 3 AG2R-La Mondiale             | 8 Ceramica Flaminia Bossini Docce | 13 Française des Jeux               | 18 Quick·Step              | 23 Milram        |
| 4 Astana                       | 9 Cervélo                         | 14 Garmin-Chipotle                  | 19 Rabobank                | 24 Vacansoleil   |
| 5 Team Barloworld              | 10 Cofidis                        | 15 Lampre-NGC                       | 20 Silence-Lotto           | 25 Fuji-Servetto |

## Etappe-overzicht
| etappe | datum    | start             | finish                | afstand  | winnaar             | klassementsleider |
| ------ | -------- | ----------------- | --------------------- | -------- | ------------------- | ----------------- |
| 1e     | 11 maart | Cecina            | Capannori             | 147,0 km | Julien El Fares     | Julien El Fares   |
| 2e     | 12 maart | Volterra          | Marina di Carrara     | 177,0 km | Alessandro Petacchi | Julien El Fares   |
| 3e     | 13 maart | Fucecchio         | Santa Croce sull'Arno | 166,0 km | Tyler Farrar        | Julien El Fares   |
| 4e     | 14 maart | Foligno           | Montelupone           | 171,0 km | Joaquim Rodríguez   | Joaquim Rodríguez |
| 5e     | 15 maart | Loreto Aprutino   | Macerata (tijdrit)    | 30,0 km  | Andreas Klöden      | Andreas Klöden    |
| 6e     | 16 maart | Civitanova Marche | Camerino              | 235,0 km | Michele Scarponi    | Michele Scarponi  |
| 7e     | 17 maart | San Benedetto     | San Benedetto         | 169,0 km | Mark Cavendish      | Michele Scarponi  |

## Uitslagen
| #  | renner              | ploeg             | tijd       |
| -- | ------------------- | ----------------- | ---------- |
| 1  | Julien El Fares     | Cofidis           | 3u 34' 03" |
| 2  | Volodymyr Doema     | Ceramica Flaminia | z.t.       |
| 3  | Daniele Bennati     | Liquigas          | op 12"     |
| 4  | Alessandro Petacchi | LPR               | z.t.       |
| 5  | Tom Boonen          | Quick·Step        | z.t.       |
| 6  | Fabian Wegmann      | Milram            | z.t.       |
| 7  | Enrico Rossi        | Ceramica Flaminia | z.t.       |
| 8  | Leonardo Duque      | Cofidis           | z.t.       |
| 9  | Asan Bazajev        | Astana            | z.t.       |
| 10 | Matti Breschel      | Saxo Bank         | z.t.       |

| #  | renner              | ploeg             | tijd       |
| -- | ------------------- | ----------------- | ---------- |
| 1  | Alessandro Petacchi | LPR               | 4u 32' 42" |
| 2  | Daniele Bennati     | Liquigas          | z.t.       |
| 3  | Koldo Fernández     | Euskaltel-Euskadi | z.t.       |
| 4  | Dominique Rollin    | Cervélo           | z.t.       |
| 5  | Luca Paolini        | Acqua & Sapone    | z.t.       |
| 6  | Manuel Belletti     | Diquigiovanni     | z.t.       |
| 7  | Stuart O'Grady      | Saxo Bank         | z.t.       |
| 8  | Enrico Rossi        | Ceramica Flaminia | z.t.       |
| 9  | Baden Cooke         | Vacansoleil       | z.t.       |
| 10 | Allan Davis         | Quick·Step        | z.t.       |

| #  | renner         | ploeg             | tijd       |
| -- | -------------- | ----------------- | ---------- |
| 1  | Tyler Farrar   | Garmin-Slipstream | 3u 53' 48" |
| 2  | Mark Cavendish | Team Columbia     | z.t.       |
| 3  | Enrico Rossi   | Ceramica Flaminia | z.t.       |
| 4  | Tom Boonen     | Quick·Step        | z.t.       |
| 5  | Robbie McEwen  | Katjoesja         | z.t.       |
| 6  | Stuart O'Grady | Saxo Bank         | z.t.       |
| 7  | Robert Hunter  | Barloworld        | z.t.       |
| 8  | Luca Paolini   | Acqua & Sapone    | z.t.       |
| 9  | Thor Hushovd   | Cervélo           | z.t.       |
| 10 | Borut Božič    | Vacansoleil       | z.t.       |

| #  | renner            | ploeg             | tijd       |
| -- | ----------------- | ----------------- | ---------- |
| 1  | Joaquim Rodríguez | Caisse d'Epargne  | 4u 08' 35" |
| 2  | Davide Rebellin   | Diquigiovanni     | op 6"      |
| 3  | Thomas Lövkvist   | Team Columbia     | op 10"     |
| 4  | Danilo Di Luca    | LPR               | op 14"     |
| 5  | Stefano Garzelli  | Acqua & Sapone    | op 21"     |
| 6  | Julien El Fares   | Cofidis           | z.t.       |
| 7  | Ryder Hesjedal    | Garmin-Slipstream | z.t.       |
| 8  | Andreas Klöden    | Astana            | z.t.       |
| 9  | Michele Scarponi  | Diquigiovanni     | z.t.       |
| 10 | Vincenzo Nibali   | Liquigas          | z.t.       |

| #  | renner               | ploeg              | tijd      |
| -- | -------------------- | ------------------ | --------- |
| 1  | Andreas Klöden       | Astana             | 41' 32"   |
| 2  | Stijn Devolder       | Quick·Step         | op 20"    |
| 3  | Thomas Lövkvist      | Team Columbia      | op 21"    |
| 4  | Michele Scarponi     | Diquigiovanni      | z.t.      |
| 5  | Michail Ignatiev     | Katjoesja          | op 32"    |
| 6  | Robert Gesink        | Rabobank           | op 40"    |
| 7  | Stefano Garzelli     | Acqua & Sapone     | op 41"    |
| 8  | Edvald Boasson Hagen | Team Columbia      | op 52"    |
| 9  | Linus Gerdemann      | Milram             | op 58"    |
| 10 | Jérôme Coppel        | Française des Jeux | op 1' 00" |

| #  | renner              | ploeg            | tijd       |
| -- | ------------------- | ---------------- | ---------- |
| 1  | Michele Scarponi    | Diquigiovanni    | 6u 36' 12" |
| 2  | Stefano Garzelli    | Acqua & Sapone   | op 1"      |
| 3  | Ivan Basso          | Liquigas         | op 3"      |
| 4  | Danilo Di Luca      | LPR              | op 1' 09"  |
| 5  | Joaquim Rodríguez   | Caisse d'Epargne | op 1' 11"  |
| 6  | Julien El Fares     | Cofidis          | op 1' 15"  |
| 7  | Davide Rebellin     | Diquigiovanni    | op 1' 15"  |
| 8  | Luca Mazzanti       | Katjoesja        | z.t.       |
| 9  | Thomas Lövkvist     | Team Columbia    | z.t.       |
| 10 | Daniele Pietropolli | LPR              | z.t.       |

| \| # \| renner \| ploeg \| tijd \| \| -- \| ------------------- \| ------------------ \| ---------- \| \| 1 \| Mark Cavendish \| Team Columbia \| 4u 09' 46" \| \| 2 \| Tyler Farrar \| Garmin-Slipstream \| z.t. \| \| 3 \| Baden Cooke \| Vacansoleil \| z.t. \| \| 4 \| Daniele Bennati \| Liquigas \| z.t. \| \| 5 \| Jawhen Hoetarovitsj \| Française des Jeux \| z.t. \| \| 6 \| Angelo Furlan \| Lampre-NGC \| z.t. \| \| 7 \| Aurélien Clerc \| AG2R-La Mondiale \| z.t. \| \| 8 \| Danilo Napolitano \| Katjoesja \| z.t. \| \| 9 \| Luca Paolini \| Acqua & Sapone \| z.t. \| \| 10 \| Allan Davis \| Quick·Step \| z.t. \| |                     |                    |            |
| # | renner              | ploeg              | tijd       |
| 1 | Mark Cavendish      | Team Columbia      | 4u 09' 46" |
| 2 | Tyler Farrar        | Garmin-Slipstream  | z.t.       |
| 3 | Baden Cooke         | Vacansoleil        | z.t.       |
| 4 | Daniele Bennati     | Liquigas           | z.t.       |
| 5 | Jawhen Hoetarovitsj | Française des Jeux | z.t.       |
| 6 | Angelo Furlan       | Lampre-NGC         | z.t.       |
| 7 | Aurélien Clerc      | AG2R-La Mondiale   | z.t.       |
| 8 | Danilo Napolitano   | Katjoesja          | z.t.       |
| 9 | Luca Paolini        | Acqua & Sapone     | z.t.       |
| 10 | Allan Davis         | Quick·Step         | z.t.       |

## Klassementen
| #                                        | renner              | ploeg             | tijd        |
| ---------------------------------------- | ------------------- | ----------------- | ----------- |
| 1                                        | Michele Scarponi    | Diquigiovanni     | 27u 37' 22" |
| 2                                        | Stefano Garzelli    | Acqua & Sapone    | op 25"      |
| 3                                        | Andreas Klöden      | Astana            | op 1'07"    |
| 4                                        | Thomas Lövkvist     | Team Columbia     | op 1'10"    |
| 5                                        | Ivan Basso          | Liquigas          | op 1'13"    |
| 6                                        | Davide Rebellin     | Diquigiovanni     | op 2' 06"   |
| 7                                        | Linus Gerdemann     | Milram            | op 2' 32"   |
| 8                                        | Ryder Hesjedal      | Garmin-Slipstream | op 2' 33"   |
| 9                                        | Kanstantsin Siwtsow | Team Columbia     | op 2' 41"   |
| 10                                       | Vincenzo Nibali     | Liquigas          | op 2' 54"   |
| 11                                       | Robert Gesink       | Rabobank          | op 3' 05"   |
| 12                                       | Johan Vansummeren   | Silence-Lotto     | op 3' 06"   |
| 13                                       | Daniele Pietropolli | LPR               | op 3' 10"   |
| 14                                       | Julien El Fares     | Cofidis           | op 3' 21"   |
| 15                                       | Joaquim Rodríguez   | Caisse d'Epargne  | z.t.        |
| 16                                       | Eros Capecchi       | Fuji-Servetto     | op 3' 37"   |
| 17                                       | George Hincapie     | Team Columbia     | op 4' 35"   |
| 18                                       | Danilo Di Luca      | LPR               | op 4' 37"   |
| 19                                       | Sergej Lagoetin     | Vacansoleil       | op 4' 53"   |
| 20                                       | David Arroyo        | Caisse d'Epargne  | op 5' 42"   |
| Volledige uitslag Tirreno-Adriatico 2009 |                     |                   |             |

| # | renner          | ploeg             | punten    |
| - | --------------- | ----------------- | --------- |
| 1 | Julien El Fares | Cofidis           | 27 punten |
| 2 | Daniele Bennati | Liquigas          | 25 punten |
| 3 | Mark Cavendish  | Team Columbia     | 22 punten |
| 4 | Tyler Farrar    | Garmin-Slipstream | 22 punten |

| # | renner          | ploeg            | punten    |
| - | --------------- | ---------------- | --------- |
| 1 | Egoi Martínez   | Euskatel-Euskadi | 10 punten |
| 2 | Davide Rebellin | Diquigiovanni    | 6 punten  |
| 3 | Ermanno Capelli | Fuji-Servetto    | 6 punten  |

| # | renner          | ploeg         | tijd        |
| - | --------------- | ------------- | ----------- |
| 1 | Thomas Lövkvist | Team Columbia | 27u 38' 32" |
| 2 | Vincenzo Nibali | Liquigas      | op 1' 44"   |
| 3 | Robert Gesink   | Rabobank      | op 1' 55"   |

1966 · 1967 · 1968 · 1969 · 1970 · 1971 · 1972 · 1973 · 1974 · 1975 · 1976 · 1977 · 1978 · 1979 · 1980 · 1981 · 1982 · 1983 · 1984 · 1985 · 1986 · 1987 · 1988 · 1989 · 1990 · 1991 · 1992 · 1993 · 1994 · 1995 · 1996 · 1997 · 1998 · 1999 · 2000 · 2001 · 2002 · 2003 · 2004 · 2005 · 2006 · 2007 · 2008 · 2009 · 2010 · 2011 · 2012 · 2013 · 2014 · 2015 · 2016 · 2017 · 2018 · 2019 · 2020 · 2021 · 2022 · 2023 · 2024· 2025
 Tour Down Under · 
 Ronde van Vlaanderen · 
 Ronde van het Baskenland · 
 Gent-Wevelgem · 
 Amstel Gold Race · 
 Ronde van Romandië · 
 Ronde van Catalonië · 
 Critérium du Dauphiné Libéré · 
 Ronde van Zwitserland · 
 Clásica San Sebastián · 
 Ronde van Polen · 
 Vattenfall Cyclassics · 
  Eneco Tour · 
 GP Ouest France-Plouay